# Titrauste
Titrauste (in greco antico: Τιθραύστης?, Tithràustes; fine V secolo a.C. – metà IV secolo a.C.) è stato un satrapo persiano.

## Biografia

### Spedizione di Agesilao in Asia
Titrauste, nel 395 a.C., fu incaricato da Artaserse II di uccidere Tissaferne, per poi impossessarsi della sua satrapia; eseguendo l'ordine, al suo arrivo a Colossi (in Frigia) fece uccidere Tissaferne e inviò la sua testa al re.
Poi avviò negoziati con Agesilao sostenendo che, essendo morto il sostenitore principale della guerra, non c'era più alcuna ragione per giustificare la presenza di un esercito spartano in Asia, e proponendo la pace a condizione che i Greci asiatici fossero indipendenti, pagando solo il loro antico tributo alla Persia. Agesilao, in assenza di istruzioni dalla patria, acconsentì, e Titrauste lo persuase a far cessare la guerra nella sua satrapia per riprenderla in quella di Farnabazo, e anche lui fornì i soldi per la spedizione.
Convincendosi poco dopo che Agesilao non aveva alcuna intenzione di lasciare l'Asia, Titrauste inviò Timocrate di Rodi in Grecia con cinquanta talenti, che gli fu ordinato di distribuire tra i capi delle diverse poleis nemiche di Sparta per indurle ad attaccarla in Grecia.
Titrauste fu sostituito nella sua satrapia dal 393 a.C., quando Antalcida fu inviato a negoziare con il suo successore, Tiribazo.

### Eventi successivi
Probabilmente fu lo stesso Titrauste che, assieme a Farnabazo e Abrocoma, fu posto al comando della sfortunata spedizione persiana in Egitto, che sembra essersi effettuata tra il 392 e 390 a.C.
Possiamo forse identificarlo anche col Titrauste che viene menzionato come chiliarca durante l'ambasciata di Pelopida ed Ismenia a Susa nel 367 a.C.
Sappiamo, inoltre, di un certo Titrauste che fu inviato contro il ribelle Artabazo nel 356 a.C. e fu sconfitto dal generale ateniese Carete.